# 罗红霉素
罗红霉素（英語：Roxithromycin）是一种半合成的大环内酯类抗生素，一般用于治疗呼吸道、尿道和软组织感染。罗红霉素是红霉素的衍生物，同样含有十四原环的内酯环。但是，一条氮-肟侧链连接到了内酯环上。罗红霉素目前正在进行治疗男性脱发的临床试验。
另外一些研究指稱，罗红霉素是一種潛在的返老藥（Senolytic），可能有助減少人體中衰老細胞的數量，但尚未有研究證實這點。

## 历史
德国制药商赫希斯特公司于1987年首次合成了罗红霉素。

## 制剂形式
罗红霉素通常可作为片剂或口服混悬液。

## 作用机理
罗红霉素可透过细菌细胞膜，在接近供体（P位）与细菌核糖体的50S亚基成可逆性结合，阻断了转移核糖核酸（t-RNA）结合至P位上，同时也阻断了多肽链自受位（A位）至P位的转移，因而细菌蛋白质合成受到抑制。
罗红霉素的抗菌谱和抗菌作用基本上与红霉素相仿，对革兰阳性菌的作用较红霉素略差，对嗜肺军团菌的作用较红霉素强。对肺炎衣原体、肺炎支原体、溶脲脲原体的抗微生物作用与红霉素相仿或略强。

## 药代动力学
当空腹服用时，罗红霉素可迅速扩散并分布到大部分的组织和吞噬细胞。由于对吞噬细胞的高度集中性，罗红霉素可以积极地转移到被感染的部位，并随着吞噬细胞的吞噬作用而释出。

## 代谢
只有一小部分罗红霉素通过代谢排出体外，大部分则通过在胆汁或呼吸排出，不到10%的罗红霉素通过尿液排出体外。罗红霉素的半衰期为12小时。

## 不良反应
常见的不良反应为腹痛、腹泻、恶心、呕吐等胃肠道反应，但发生率明显低于红霉素。偶见皮疹、皮肤瘙痒、头昏、头痛、肝功能异常（ALT及AST升高）、外周红细胞下降等。